# 郭惠光
郭惠光，JP（1977年—），香港企業家、中国政治人物。上海市、北京市政協委員、社交名媛。

## 家庭
馬來西亞企業家郭鶴年之女、香港企業家郭孔演、郭孔丞之妹、馬來西亞企業家郭孔豐堂妹、香港企業家郭孔華之姊

## 生平
郭曾任職投資銀行摩根大通、持有美國哈佛大學東亞研究學士學位、歷任香格里拉（亚洲）主席、中國國際貿易中心股份有限公司董事、南華早報集團有限公司董事、及若干嘉里集團附屬企業董事、嘉里集團郭氏基金會（香港）有限公司理事 

### 個人生活
南联实业原主席周文轩的外孙吴继霖為其丈夫。郭曾患情緒病，前男友為東亞銀行主席李國寶之子、東亞銀行執行董事李民斌。